# Marcel Willard
Marcel Willard (París, 25 de juliol de 1889 - 17 de febrer de 1956) va ser un advocat i polític francès.

## Biografia
Fill d'un advocat de la Cort d'Apel·lació de París, Marcel Willard va estudiar Dret.
Després d'haver lluitat a la Primera Guerra Mundial i participat a la batalla de Verdun, va condemnar la guerra i es va unir a la Secció Francesa de la Internacional Obrera. Més endavant, va fer campanya per l'adhesió a la Tercera Internacional. A partir de 1923, va esdevindre secretari d'un grup d'advocats comunistes.
Membre del Socors Roig Internacional, va participar en la fundació de l'Association juridique internationale i va fer cròniques jurídiques per a L'Humanité. A partir de 1933, Willard va tenir un paper destacat en la defensa dels opositors alemanys al nazisme, comprometent-se especialment a favor de Gueorgui Dimitrov i Ernst Thälmann.
El 1938 va publicar La Défense accuse...: de Babeuf a Dimitrov que esdevindria el llibre insígnia dels advocats comunistes de la seva generació.
El 1944, el Conseil national de la Résistance va encarregar a Willard que es fes càrrec del Palau de Justícia de París. Nomenat el 1946 senador per l'Assemblea Nacional, va intervindre sovint en la seva condició de president i ponent de la Comissió de Justícia. Tanmateix, va decidir no presentar-se a la reelecció el 1948. El 1950, va formar un bufet d'advocats amb tres advocats comunistes, Pierre Braun, Michel Bruguier i Henri Douzon, que s'ocupava fonamentalment de litigis polítics

## Obra publicada
- Tour d'horizon. Dessins de Raoul Dufy, París, au Sans pareil, 1920.
- Ce que j'ai vu en Bulgarie, Courbevoie, La Cootypographie, 1925.
- Le procès de Moscou: Boukharine, Rykov, etc., comment ils ont avoué, París, Bureau d'édition, 1938.
- La Défense accuse...: de Babeuf à Dimitrov, París, Éditions sociales internationales, 1938.
- Des yeux qui voient, nouvelles, París, les Éditeurs français réunis, 1954.
- La plaidoirie. [Precedit de] La situation lors du procès. Introducció de Germaine Willard, Pantin, le Temps des cerises, 2009.